# Sommer-Paralympics 2020/Bogenschießen
Bei den Sommer-Paralympics 2020 in Tokio wurden in insgesamt neun Wettbewerben im Bogenschießen Medaillen vergeben. Die Entscheidungen fielen zwischen dem 27. August und 4. September 2021 im Dream Island Archery Park.

## Klassen
Bei den paralympischen Bogenschießwettbewerben wird in zwei Klassen unterschieden:
- Offen: Für Bogenschützen im Rollstuhl oder mit Gleichgewichtsbeeinträchtigungen, die stehend oder auf einem Stuhl sitzend schießen.
- W1: Für Bogenschützen im Rollstuhl mit eingeschränkten Arm- oder Beinfunktionen.

## Ergebnisse Männer

### Recurve (Offen)
| Platz | Land | Sportler |
| ----- | ---- | -------- |
| 1     |      |          |
| 2     |      |          |
| 3     |      |          |
| 4     |      |          |
| 5     |      |          |
| 6     |      |          |
| 7     |      |          |
| 8     |      |          |

### Compound (Offen)
| Platz | Land | Sportler |
| ----- | ---- | -------- |
| 1     |      |          |
| 2     |      |          |
| 3     |      |          |
| 4     |      |          |
| 5     |      |          |
| 6     |      |          |
| 7     |      |          |
| 8     |      |          |

### Recurve/Compound (W1)
| Platz | Land | Sportler |
| ----- | ---- | -------- |
| 1     |      |          |
| 2     |      |          |
| 3     |      |          |
| 4     |      |          |
| 5     |      |          |
| 6     |      |          |
| 7     |      |          |
| 8     |      |          |

## Ergebnisse Frauen

### Recurve (Offen)
| Platz | Land | Sportlerin |
| ----- | ---- | ---------- |
| 1     |      |            |
| 2     |      |            |
| 3     |      |            |
| 4     |      |            |
| 5     |      |            |
| 6     |      |            |
| 7     |      |            |
| 8     |      |            |

### Compound (Offen)
| Platz | Land | Sportlerin |
| ----- | ---- | ---------- |
| 1     |      |            |
| 2     |      |            |
| 3     |      |            |
| 4     |      |            |
| 5     |      |            |
| 6     |      |            |
| 7     |      |            |
| 8     |      |            |

### Recurve/Compound (W1)
| Platz | Land | Sportlerin |
| ----- | ---- | ---------- |
| 1     |      |            |
| 2     |      |            |
| 3     |      |            |
| 4     |      |            |
| 5     |      |            |
| 6     |      |            |
| 7     |      |            |
| 8     |      |            |

## Ergebnisse Mixed

### Recurve (Offen)
| Platz | Land | Sportler/Sportlerin |
| ----- | ---- | ------------------- |
| 1     |      |                     |
| 2     |      |                     |
| 3     |      |                     |
| 4     |      |                     |
| 5     |      |                     |
| 6     |      |                     |
| 7     |      |                     |
| 8     |      |                     |

### Compound (Offen)
| Platz | Land | Sportler/Sportlerin |
| ----- | ---- | ------------------- |
| 1     |      |                     |
| 2     |      |                     |
| 3     |      |                     |
| 4     |      |                     |
| 5     |      |                     |
| 6     |      |                     |
| 7     |      |                     |
| 8     |      |                     |

### Recurve/Compound (W1)
| Platz | Land | Sportler/Sportlerin |
| ----- | ---- | ------------------- |
| 1     |      |                     |
| 2     |      |                     |
| 3     |      |                     |
| 4     |      |                     |
| 5     |      |                     |
| 6     |      |                     |
| 7     |      |                     |
| 8     |      |                     |